# Championnat d'Asie de rink hockey 1999
Navigation
Championnat d'Asie 1997 Championnat d'Asie 2001
Le Championnat d'Asie de rink hockey 1999 est la 7e édition de la compétition organisée par la Confederation of Asia Roller Sports et réunissant les meilleures nations asiatiques. Il s'agit de la troisième édition concernant la compétition féminine. Cette édition a lieu à Shanghai, en Chine.
L'équipe du Japon réalise un doublé historique, remporte pour la quatrième fois la compétition masculine et pour la deuxième fois en autant d'éditions la compétition féminine.

## Classement

### Compétition masculine
| Place | Équipe        |
| ----- | ------------- |
| 1     | Japon         |
| 2     | Corée du Nord |
| 3     | Macao         |
| 4     | Inde          |
| 5     | Chine         |
| 6     | Taïwan        |
| 7     | Corée du Sud  |
| 8     | Pakistan      |

### Compétition féminine
| Place | Équipe |
| ----- | ------ |
| 1     | Japon  |
| 2     | Chine  |
| 3     | Inde   |
| 4     | Taïwan |